# Ahlden (Aller)
Ahlden (Aller) – miasto (niem. Flecken) w Niemczech nad rzeką Aller, w kraju związkowym Dolna Saksonia, w powiecie Heidekreis, wchodzi w skład gminy zbiorowej Ahlden.